# Quel fantastico giovedì
Quel fantastico giovedì è un romanzo del 1954 dello scrittore statunitense John Steinbeck. È il terzo capitolo della trilogia di Cannery Row (1945) - della quale fa parte anche Pian della Tortilla, oltre appunto Vicolo Cannery - condividendone in parte l'ambientazione. Si ritrova la "piccola umanità", tanto cara a Steinbeck e protagonista di gran parte dei suoi scritti. Per il personaggio di Doc, il protagonista, Steinbeck prese a modello il suo amico Ed Ricketts, biologo, che si ritrova anche in altri romanzi dello scrittore.

## Trama
Lavorando dapprincipio a un romanzo intitolato 'Bear Flag' con l'idea di farne una commedia musicale, il californiano Steinbeck scrive il seguito di Vicolo Cannery, del quale riprende temi, atmosfere e personaggi. Il romanzo mette in scena una piccola comunità a Monterey, un paese di pescatori nei pressi di San Francisco, subito dopo la fine della Seconda Guerra Mondiale e rappresenta una sorta di elegia per un mondo ormai scomparso e per la persona che lo rappresentava, Ed Ricketts. La provincia californiana tanto cara all'autore, pur apparentemente immutata, è cambiata radicalmente dopo la guerra ed è irriconoscibile agli occhi di chi vi torna dal fronte in cerca di un nuovo inizio. Qui vive un eroe, Doc, reduce di guerra. Essendo uno scienziato, egli studia le apoplessie dei polpi. Tornando a vivere a Cannery Row, il quartiere della cittadina dove possiede una casa, ritrova intatto il proprio laboratorio, lasciato prima della guerra. Riprende a studiare, ma la solitudine gli sta rattristando la vita, come si accorgono gli amici, preoccupati di trovargli una ragazza. Qualcosa è cambiato in lui: da uomo pacifico, soddisfatto della vita, Doc si scopre inquieto, intollerante del proprio mondo; cerca disperatamente una via d'uscita, illudendosi di trovarla nella ricerca scientifica. Sarà invece Suzy, ragazza semplice e priva di cultura, ma sincera e decisa, che, comparendo in scena quasi per burla in "quel fantastico giovedì", indicherà a Doc la strada da scegliere e gli darà, col suo amore, la forza di percorrerla fino in fondo. Suzy, ragazza da "prendere con le molle", è passata per un breve periodo dal bordello di Fauna, smette con la "vita" e inizia una nuova fase trasferendosi in un vano caldaia. Sono due personaggi che nulla hanno in comune, Doc e Suzy, eppure, tutti nel Vicolo sono in 
combutta per far nascere questo amore. A Steinbeck interessa descrivere il valore di questa comunità di amici del quartiere che ruota attorno ai due protagonisti. Lo fa attraverso lo humour, i dialoghi rapidi, la velocità degli eventi, nel ritmo meravigliosamente vivace della storia, illuminando quel mondo corale che non piega mai lo spirito alle avversità, nella sventura o nella natura. L'essenza, ilare e scanzonata, dei personaggi sta nella loro intelligenza di umanità "minore" che vive il piccolo mondo provinciale del quartiere in un felice eterno giovedì della vita.

## Teatro
Dal romanzo venne realizzato al Broadway theatre un musical dal titolo Pipe Dream, scritto da Rodgers e Hammerstein in collaborazione con lo stesso Steinbeck (prima il 30 novembre 1955).Tuttavia, insoddisfatto dell'adattamento teatrale e infastidito dalle modifiche operate sul suo romanzo, abbandona definitivamente ogni velleità di scrivere per il teatro.

## Edizioni
- Quel fantastico giovedì, trad. Giulio De Angelis, Collana La Medusa n.354, Mondadori, Milano, I° ed. luglio 1955; poi Collana I Libri del Pavone; Oscar Mondadori, aprile 1968; Oscar Scrittori del Novecento; Oscar Scrittori Contemporanei, Milano 2010, ISBN 88-04-45568-3.
- Quel fantastico giovedì, trad. Giulio De Angelis, a cura e con un'introduzione di Luigi Sampietro, Collana I grandi tascabili, Bompiani, 1ª edizione novembre 2013, Milano, ISBN 88-452-7106-4.